# Çənnəb
Çənnəb è un comune dell'Azerbaigian situato nel distretto di Ordubad.